# Zilveren Beer voor beste acteerprestatie in een hoofdrol

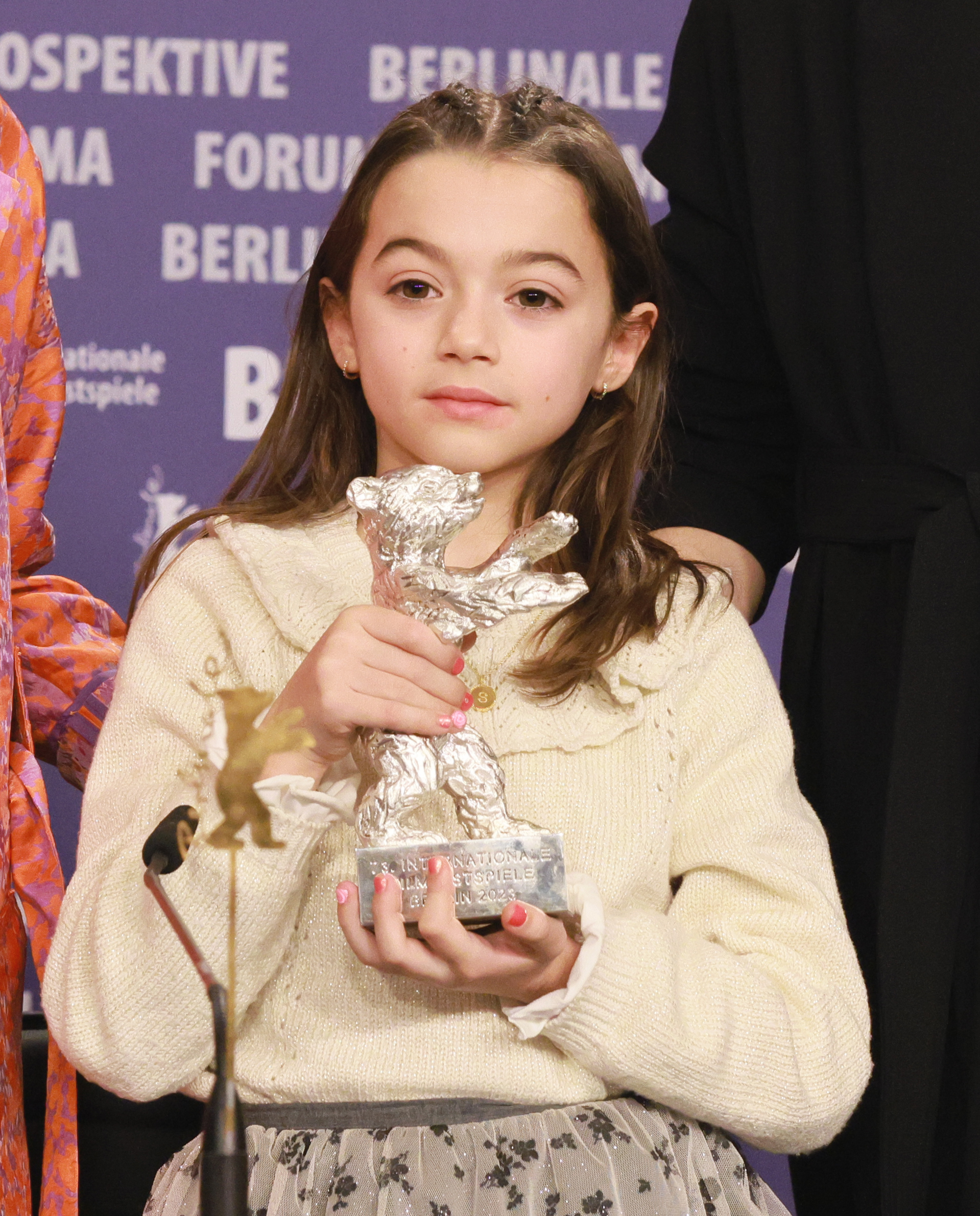
Sofia Otero in 2023, jongste winnaar ooit.

De Zilveren Beer voor beste acteerprestatie in een hoofdrol (Duits: Silberner Bär/Beste Schauspielerische Leistung in einer Hauptrolle) is een filmprijs die jaarlijks wordt uitgereikt op het Internationaal filmfestival van Berlijn. De prijs bekroont sinds 2021 de beste actrice of acteur die deelnam aan het filmfestival. Deze genderneutrale prijs vervangt de twee voorgaande prijzen voor beste actrice en beste acteur.

## Winnaars
| Jaar | Winnaar          | Film                               |
| ---- | ---------------- | ---------------------------------- |
| 2021 | Maren Eggert     | Ich bin dein Mensch                |
| 2022 | Meltem Kaptan    | Rabiye Kurnaz gegen George W. Bush |
| 2023 | Sofía Otero      | 20.000 especies de abejas          |
| 2024 | - Sebastian Stan | A Different Man                    |
| 2025 | Rose Byrne       | If I Had Legs I'd Kick You         |